# Draco (género)

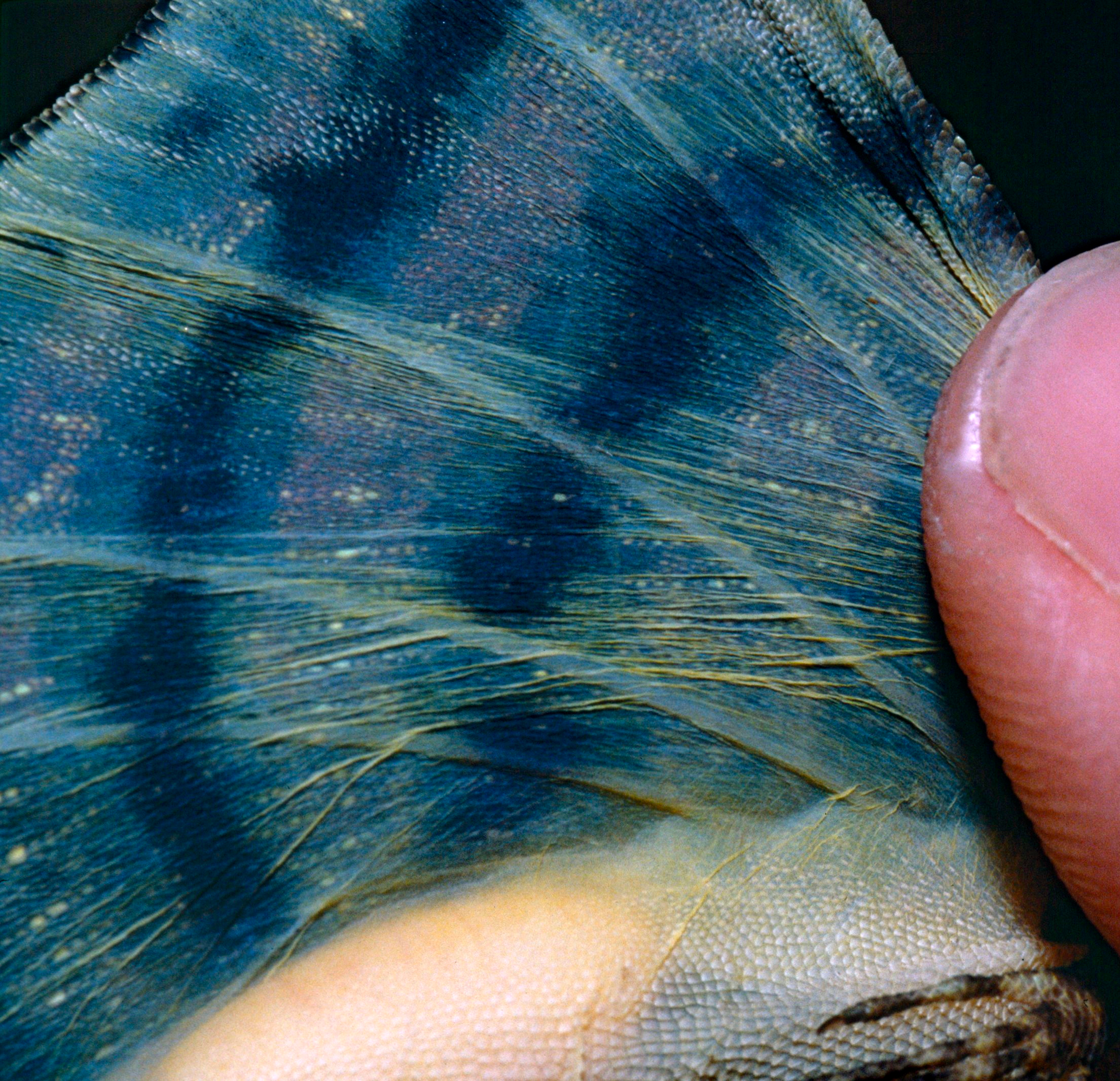
Detalle de la membrana de Draco quinquefasciatus (vista ventral).

El género Draco pertenece a la familia de lagartos Agamidae. Sus miembros se conocen vulgarmente como dragones voladores.
Estos lagartos viven en los árboles en los bosques tropicales del sudeste de Asia, especialmente en las islas del Archipiélago Malayo y Filipinas.
Miden de 20 a 26 centímetros de largo y gracias a unas membranas pueden planear de árbol a árbol, en la mayoría de los casos por pocos metros de distancia pero se han registrado planeos de hasta unos 60 metros de distancia perdiendo solo 10 metros de altitud.
Los reptiles de este género suelen alimentarse de insectos, principalmente de hormigas arbóreas.
Sus costumbres son arbóreas yendo a la tierra únicamente para aparearse donde luego de la copula entierran sus huevos, usualmente entre 2 y 5 a los que cuida durante sólo 24 horas.

## Especies
- Draco affinis Bartlett, 1895
- Draco biaro Lazell, 1987
- Draco bimaculatus Günther, 1864
- Draco blanfordii Blanford, 1878
- Draco caerulhians Lazell, 1992
- Draco cornutus Günther, 1864
- Draco cristatellus Günther, 1872
- Draco cyanopterus Peters, 1867
- Draco dussumieri Duméril & Bibron, 1837
- Draco fimbriatus Kuhl, 1820
- Draco guentheri Boulenger, 1885
- Draco haematopogon Gray, 1831
- Draco jareckii Lazell, 1992
- Draco lineatus Daudin, 1802
- Draco maculatus Gray, 1845
- Draco maximus Boulenger, 1893
- Draco melanopogon Boulenger, 1887
- Draco mindanensis Stejneger, 1908
- Draco norvillii Alcock, 1895
- Draco obscurus Boulenger, 1887
- Draco ornatus Gray, 1845
- Draco palawanensis Mcguire & Alcala, 2000
- Draco quadrasi Boettger, 1893
- Draco quinquefasciatus Hardwicke & Gray, 1827
- Draco reticulatus Günther, 1864
- Draco spilonotus Günther, 1872
- Draco spilopterus Wiegmann, 1834
- Draco taeniopterus Günther, 1861
- Draco timoriensis Kuhl, 1820
- Draco volans Linnaeus, 1758